# آيفون 11
آيفون 11 (بالإنجليزية: iPhone 11)‏ هو هاتف ذكي بشاشة تعمل باللمس أنتجته شركة أبل. تم الكشف عنه في 10 سبتمبر 2019 إلى جانب آيفون 11 برو. بسعر يبدأ من 699 دولارًا (باستثناء الضرائب) في الولايات المتحدة و725 جنيهًا إسترلينيًا (بما في ذلك ضريبة القيمة المضافة) في المملكة المتحدة، يعتبر آيفون 11 أرخص بـ50 دولارًا من سلفه آيفون XR. تم تصميم المعالج باستخدام شريحة أبل إيه 13 بيونيك (بالإنجليزية: A13 Bionic)‏ الجديدة، ونظام كاميرا مزدوج واسع للغاية. بينما يتميز آيفون 11 برو بشاحن جديد بسرعة 18 واط، فإن آيفون 11 يتميز بنفس الشاحن 5 واط الموجود على أجهزة آيفون السابقة.

## المواصفات
| نظام التشغيل      | IOS 13                                         |
| تاريخ الاعلان عنه | سبتمبر 2019                                    |
| الابعاد           | الطول 150.9 العرض 75.7 السمك 8.3 مليمتر        |
| الوزن             | 194 جرام (6.42 أوقية)                          |
| الالوان           | أسود، أحمر، أصفر، أزرق، كورال، أبيض            |
| الشاشة            | Liquid Retina IPS LCD، بحجم 6.1 بوصة           |
| المعالج           | Apple A13 Bionic                               |
| الذاكرة العشوائية | 4 جيجابايت                                     |
| البطارية          | 3110 ملى امبير، ليثيوم ايون، غير قابلة للإزالة |
| الموديل           | A2221, A2111, A2223                            |
| الشبكات           | GSM / CDMA / HSPA / EVDO / LTE                 |

## الاستقبال
لقي جهاز آيفون 11 مراجعات إيجابية بشكل عام بعد إطلاقه. أشادت المراجعات عمومًا بأداء الهاتف وعمر البطارية والكاميرات، بينما انتقدت الشاشة على أنها مقبولة. كما انتقد المراجعون حجم النتوء في أعلى الهاتف باعتباره كبيرًا جدًا بالنسبة لعام 2019. وفقًا لـCounterpoint Research، أصبح آيفون 11 ثاني أفضل هاتف مبيعًا على مستوى العالم لعام 2019، في أقل من أربعة أشهر من إطلاقه.

## وصلات خارجية
- الموقع الرسمي